# علاءالدین رفیع‌زاده
علاءالدین رفیع‌زاده (متولد ۱۳۵۴ اردبیل) سیاستمدار ایرانی و دانش‌آموختهٔ دکتری مدیریت دولتی از دانشگاه آزاد اسلامی واحد علوم و تحقیقات تهران می باشد. وی در دولت چهاردهم از ۲۷ شهریور ۱۴۰۳ به عنوان معاون رئیس‌جمهور ایران و رئیس سازمان اداری و استخدامی کشور فعالیت می‌کند. وی پیش از این با حکم میثم لطیفی مشاور رئیس سازمان اداری و استخدامی کشور بود.

## سوابق علمی
علاءالدین رفیع‌زاده دارای دکتری مدیریت دولتی و یکی از متخصصان برجسته در زمینه مدیریت عملکرد و نظام اداری در ایران است.
او دارای بیش از ۲۸ مقاله علمی در حوزه مدیریت و ۱۱ کتاب در زمینه‌های مدیریت عملکرد و بهبود نظام اداری است.

## سوابق اجرائی
مشاور معاون رئیس جمهور و رئیس سازمان اداری و استخدامی کشور
معاون نوسازی اداری سازمان اداری و استخدامی کشور
رئیس امور مدیریت عملکرد سازمان اداری و استخدامی کشور
رئیس امور مدیریت عملکرد، فرهنگ سازمانی و دبیرخانه شورای عالی اداری سازمان مدیریت و برنامه ریزی کشور
معاون امور مدیریت عملکرد، فرهنگ سازمانی و دبیرخانه شورای عالی اداری سازمان مدیریت و برنامه ریزی کشور
مدیر گروه مدیریت عملکرد، فرهنگ سازمانی و دبیرخانه شورای عالی اداری سازمان مدیریت و برنامه ریزی کشور
کارشناس سازمان مدیریت و برنامه ریزی کشور
سردبیر فصلنامه تحول اداری
سردبیر فصلنامه توسعه و بهبود مدیریت